# 소유스 11호
소유스 11호(러시아어: Союз-11)는 세계 최초의 우주정거장인 살류트 1호에 탑승한 유일한 유인 우주 임무이다. 우주선을 우주정거장에 성공적으로 도킹한 최초의 사례이자 소련 소유스 계획의 19번째 비행이었다. 게오르기 도브로볼스키, 블라디슬라프 볼코프, 빅토르 파차예프를 태우고 1971년 6월 7일 우주정거장에 도착하여 1971년 6월 29일에 출발했다. 재진입 과정에서 탑승 캡슐의 압력이 낮아져 세 명의 승무원 모두 사망했다. 우주선의 설계에는 승무원을 위한 우주복을 제공하지 않았다. 소유스 11호의 승무원 3명은 우주 공간에서 사망한 유일한 인간이다.

## 승무원
소유스 11호의 원래 주요 승무원은 알렉세이 레오노프, 발레리 쿠바소프, 표트르 콜로딘으로 구성되었다. 발사 나흘 전 엑스레이 검사 결과 쿠바소프가 결핵에 걸렸을 가능성이 있다는 소견이 나와, 임무 규정에 따라 주 승무원은 교체 승무원으로 바뀌었다. 도브로볼스키와 파차예프에게는 이것이 첫 우주 임무였다. 살류트 2호의 궤도 진입 실패 후 쿠바소프와 레오노프는 1975년 아폴로-소유스 시험 계획을 위해 소유스 19호로 재배치되었다.
교체 승무원
- 사령관: 게오르기 도브로볼스키
- 비행 엔지니어: 블라디슬라프 볼코프
- 연구원: 빅토르 파차예프

원래 승무원 (교체됨)
- 사령관: 알렉세이 레오노프
- 비행 엔지니어: 발레리 쿠바소프
- 연구원: 표트르 콜로딘

예비 승무원
- 사령관: 알렉세이 구바레프
- 비행 엔지니어: 비탈리 세바스티야노프
- 연구원: 아나톨리 보로노프

## 준비

### 살류트 우주정거장
역사상 최초의 우주정거장인 살류트 1호는 1971년 4월 19일부터 지구 궤도를 돌고 있었다. 망원경, 분광계, 전자 광도계 및 TV 시스템 등의 장비가 탑재되어 있었다. 또한 우주선에는 지구에서 로켓 발사를 관측하는 데 사용할 수 있는 비밀 스위넷 복사계와 오리온 자외선 계측기도 탑재되어 있었다. 태양 망원경은 우주정거장 외부의 덮개가 의도대로 제거되지 않아 작동되지 않았다.

### 소유스 10호의 도킹 실패
새로운 우주 정거장의 첫 번째 승무원은 소유스 10호가 될 예정이었다. 우주선은 1971년 4월 24일 살류트에 접근했지만 도킹이 올바른 각도로 이루어지지 않았기 때문에 메커니즘이 완전히 작동하지 않았다. 우주비행사 샤탈로프, 옐리세예프, 루카비시니코프는 우주정거장에 진입하지 못한 채 임무가 중단되어야 했다. 도킹 시도 중에 소유스 10호의 메커니즘이 구부러졌지만, 살류트 1호의 메커니즘은 손상되지 않았기 때문에 소유스 11호의 도킹 메커니즘을 강화하는 것으로 충분했다. 또한 소유스 10호와 달리 소유스 11호는 3일이 아닌 4일 동안 우주에 자율적으로 체류할 수 있어야 했다. 또한 이글라 접근 및 도킹 시스템도 수정되었다.

### 추가 계획
원래 소유스 11호의 승무원은 소유스 10호의 대체 승무원으로 활동했다. 사령관은 보스호트 2호에서 역사상 최초의 우주 유영을 수행한 알렉세이 레오노프였다. 이 팀의 또 다른 베테랑은 소유스 6호로 우주에 다녀온 적이 있는 발레리 쿠바소프였다. 그는 소유스 2호로 계획되었다가 취소된 비행의 대체 우주비행사였다. 표트르 콜로딘은 우주 신인이지만 이전에 소유스 7호, 소유스 8호, 소유스 10호의 예비 승무원으로 활동한 적이 있었다.
1971년 6월부터 25~30일간의 비행이 계획되어 있었는데, 30일간의 비행은 야간 착륙이 필요했다.
또한 소유스 11호 승무원은 살류트의 도킹 노즐을 점검하고 우주 정거장 외부의 과학 장비 덮개를 제거하기 위해 우주 유영을 수행해야 한다고 생각했다. 그러나 우주선은 우주복을 입은 세 사람이 탑승하기에는 너무 작아 두 명의 우주비행사만 발사할 수 있었다. 이 계획은 시간 제약으로 인해 취소되었다. 우주복이 만들어지고 우주비행사들이 훈련을 받았을 때쯤이면 살류트는 이미 수명이 다했을 것이다.
소유스 11호의 대체 승무원은 소유스 12호로 다른 비행을 할 예정이었다. 사령관은 우주 신인 게오르기 도브로볼스키였다. 빅토르 파차예프도 우주 비행 경험이 없었고, 도브로볼스키와 마찬가지로 소유스 11호 이전에 교체 승무원으로 참가한 적이 없었다. 블라디슬라프 볼코프만이 소유스 7호를 타고 우주에 다녀온 경험이 있었다. 경험이 없는 지휘관에게 경험이 풍부한 우주비행사가 배정된 것은 이번이 처음이었다.
소유스 12호는 7월 15일에서 20일 사이에 발사되어 30일 간의 비행이 계획되어 있었다. 그러나 우주정거장은 90일 동안만 운영하도록 설계되어 7월 18일에 만료되기 때문에 이 비행이 이루어질지 여부와 얼마나 오래 진행될지 명확하지 않았다.

### 팀 교체
두 팀(메인팀 레오노프, 쿠바소프, 콜로딘, 교체팀 도브로볼스키, 볼코프, 파차예프)은 5월 28일 바이코누르에 도착했다. 발사 예정 3일 전인 6월 3일, 예정된 승무원들은 다시 건강 검진을 받았고, 엑스레이 촬영 결과 쿠바소프의 폐에 그림자가 발견되었다. 의사들은 초기 결핵이라고 진단하고 그가 비행할 할 수 없다고 했다.
규정에 따라 팀 전체를 교체해야 했다. 레오노프와 쿠바소프, 콜로딘 대신에 도브로볼스키와 볼코프, 파차예프가 살류트로 출발할 승무원으로 정해졌다. 우주비행사 훈련 책임자인 니콜라이 카마닌은 쿠바소프만을 볼코프로 교체하는 안을 지지했지만 성공하지 못했다. 다음 날, 모스크바에서 온 의사들에 의해 진단이 확인되었고, 도브로볼스키팀의 승무원은 소유스 11호의 승무원으로 공식 소개되었다.

## 비행

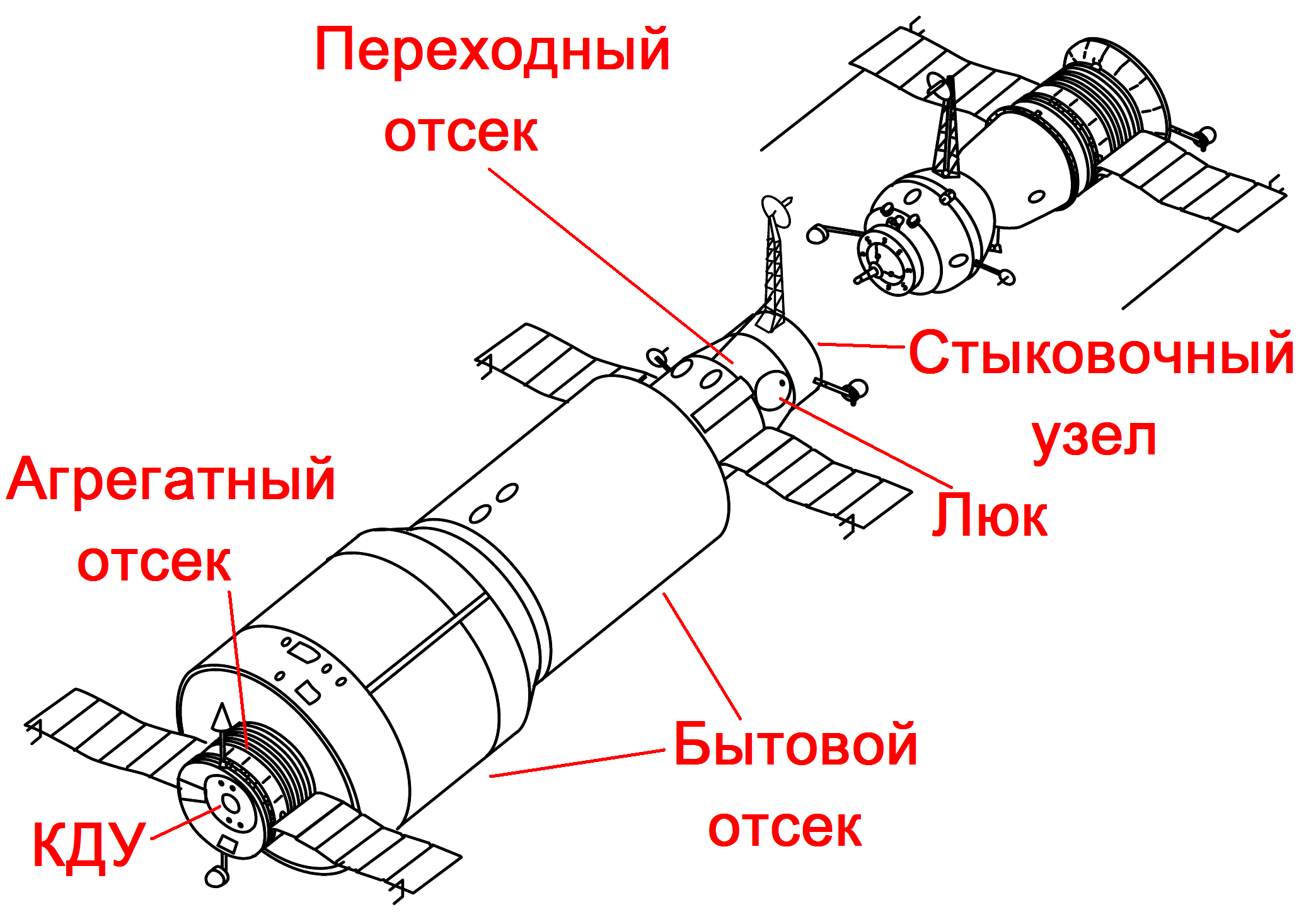
살류트 정거장과 소유스 우주선의 개략도

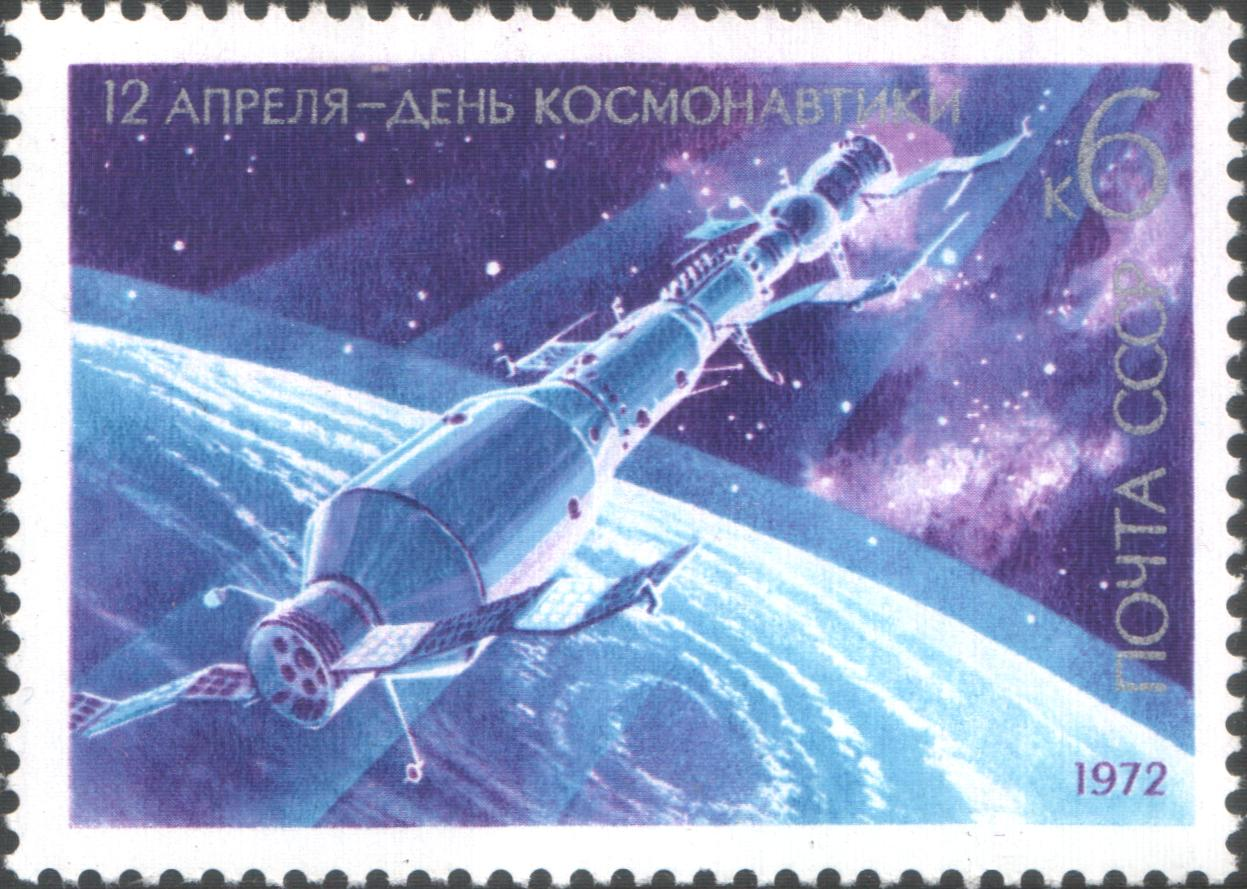
소련 우표의 살류트 정거장과 소유스 우주선

소유스 7K-OKS 우주선은 1971년 6월 6일 카자흐 소비에트 사회주의 공화국 중부의 바이코누르 우주 기지에서 발사되었다. 비행 첫날, 무인 살류트와의 랑데부를 위한 기동이 이루어졌다. 소유스 11호가 살류트에서 6~7킬로미터 떨어져 있을 때, 자동 장치가 작동하여 24분 만에 두 우주선 사이의 간격을 9미터로 좁히고 상대 속도 차이를 초당 0.2미터로 줄였다. 우주선의 제어는 100미터 거리에서 자동에서 수동으로 전환되었다. 도킹을 완료하는 데 3시간 19분이 걸렸으며, 연결을 기계적으로 견고하게 만들고, 다양한 전기 및 유압 링크를 연결하고, 잠금 장치를 열기 전에 기밀 밀봉을 설정하는 작업이 포함되었다. 두 우주선 사이의 압력이 같아지며 갑문이 열리고 세 명의 승무원 모두 살류트 1호에 탑승했다. 소유스 11호는 1971년 6월 7일 살류트 1호와의 도킹에 성공했고 우주인들은 22일 동안 우주선에 머물며 1973년 5월과 6월의 미국의 스카이랩 2호 임무까지 유지되는 우주 체제 기록을 세웠다.
처음 정거장에 들어갔을 때 승무원들은 연기가 자욱하고 타버린 공기를 만났고, 환기 시스템의 일부를 교체한 후 다음 날 공기가 맑아질 때까지 소유스에 다시 탑승했다. 이들은 살류트에서 텔레비전 생방송을 진행하는 등 생산적인 시간을 보냈다. 하지만 체류 11일째 되던 날 화재가 발생했고, 임무 계획자들은 정거장 철수를 고려해야 했다. 임무의 하이라이트는 N-1 로켓 발사를 우주에서 관찰하는 것이었지만 로켓 발사가 연기되었다. 승무원은 또한 하루에 두 번 해야하는 운동용 러닝머신을 사용하면 정거장 전체가 진동하는 것을 발견했다. 프라우다는 진행 중인 임무 소식과 정기 업데이트를 발표했다.

## 재진입과 사망
1971년 6월 29일, 세 명의 우주비행사는 과학 표본, 필름, 테이프 및 기타 장비를 실은 후 살류트 1호에서 소유스 11호로 수동 제어권을 다시 넘기고 소유스 우주선으로 돌아왔다. 도킹 해제는 18:28 GMP에 이루어졌다. 소유스 11호는 잠시 공동 궤도를 비행한 후, 재진입을 준비하기 위해 22:35 GMT 역추진 분사를 했다. 지구 대기권에 재진입하기 전에 작업실과 서비스 모듈이 모두 분리되었다. 이것은 22:47 GMT 경에 이루어졌다. 무선 통신은 일반적인 전리층 통신 두절이 발생하기 훨씬 전에 작업실이 분리되었을 때 갑자기 중단되었다.
거의 25분 후, 소유스 11호의 자동 시스템은 카자흐스탄의 카라잘에서 남서쪽으로 90km 떨어진 지점에 23:16:52 GMT 우주선을 착륙시켰다. 겉보기에는 정상적인 지구 귀환이었다. 승무원의 총 비행 시간은 570.22시간이었고 도킹 전 18회, 도킹 후 362회, 도킹 해제 후 3회 등 총 383회의 궤도를 돌았다. 그러나 구조대가 소유스 11호의 캡슐을 열었을 때, 그들은 세 사람 모두 죽어 있는 것을 발견했다.
케림 케리모프 국가위원회 위원장은 "겉으로 보기에는 아무런 손상이 없었습니다. 그들은 옆을 두드렸지만, 안에서는 아무런 반응이 없었습니다. 해치를 열었을 때, 세 사람 모두 소파에 누워 꼼짝도 하지 않고 있었고, 얼굴에는 검푸른 반점이 있었고 코와 귀에는 피가 묻어 있었습니다. 대원들은 하강 모듈에서 우주비행사들을 꺼냈습니다. 도브로볼스키는 여전히 따뜻했습니다. 의사들은 인공 호흡을 했습니다. 보고서에 따르면 사망 원인은 질식사였습니다"라고 밝혔다.

## 사망 원인
우주비행사가 질식사했다는 사실은 곧 명백해졌다. 결함은 궤도 모듈과 하강 모듈 사이에 위치한 호흡 환기 밸브가 역발사 후 12분 3초 후에 하강 모듈이 서비스 모듈에서 분리될 때 충격을 받아 열린 것으로 밝혀졌다. 두 모듈은 순차적으로 폭발되도록 설계된 폭발 볼트로 함께 고정되어 있었지만 실제로는 동시에 폭발되었다. 동시 볼트 폭발의 폭발력으로 인해 압력 평형 밸브의 내부 메커니즘이 밀봉을 느슨하게 만들었는데, 밸브는 일반적으로 나중에 열리며 기내 압력을 자동으로 조정할 수 있었다. 밸브는 고도 168km에서 열렸고 그로 인한 압력 손실은 1분 이내에 치명적이 되었다. 밸브는 좌석 아래에 위치하여 공기가 손실되기 전에 찾아서 차단하는 것이 불가능했다. 생체 의료 센서를 장착한 우주비행사 한 명의 비행 기록 장치 데이터에 따르면 압력 손실 후 40초 이내에 심정지가 발생했다. 역발사 후 15분 35초가 지났을 때 기내 압력은 0이었고 캡슐이 지구 대기에 진입할 때까지 그 상태를 유지했다. 파차예프의 시신은 밸브 근처에서 발견되었으며, 의식을 잃었을 때 밸브를 닫거나 막으려 했던 것으로 추정된다. 사고를 일으킬 수 있는 소유스 11호의 모든 부품과 시스템을 연구하기 위해 광범위한 조사가 진행되었지만, 의사들은 우주비행사들이 질식으로 사망했다고 빠르게 결론내렸다.
부덴코 군 병원의 부검 결과 우주비행사들의 사망 원인은 뇌혈관 출혈이었고, 피부 아래, 내이, 비강에서는 소량의 출혈이 있었으며, 이는 모두 진공 환경에 노출되면서 혈류 속 산소와 질소가 거품을 일으켜 혈관이 파열되면서 발생한 것으로 밝혀졌다. 또한 이들의 혈액에서 고농도의 젖산이 검출되었는데, 조직과 혈액에 축적된 젖산은 저산소혈증(혈중 산소 부족), 혈류 저하(예: 감압) 또는 이 두 가지의 복합적인 원인으로 인해 미토콘드리아 산소 공급이 불충분하다는 신호로 볼 수 있다. 감압이 시작된 후 거의 40초 동안 의식을 유지할 수 있었지만, 산소 결핍으로 인해 기능을 발휘할 수 없게 되기까지는 20초도 채 지나지 않았을 것이다.

## 여파
원래 소유스 11호를 지휘할 예정이었던 알렉세이 레오노프는 비행 전에 우주비행사들에게 궤도 모듈과 하강 모듈 사이의 밸브가 자동으로 닫히는 것을 믿지 못하므로 수동으로 밸브를 닫아야 한다고 조언했는데, 이는 소유스 시뮬레이터에서 오랜 시간 동안 생각해 낸 절차였다. 그러나 승무원들은 그렇게 하지 않은 것으로 보인다. 비행 후 레오노프는 돌아가서 밸브 중 하나를 직접 닫아 보고 거의 1분 가까이 걸리는 것을 발견했는데, 이는 우주선의 대기가 빠르게 빠져나가는 비상 상황에서 너무 오래 걸렸다.
소련 국영 언론은 비극적인 임무의 종말을 경시하고 대신 승무원들이 살류트 1호에 머무는 동안의 업적을 강조했다. 이후 거의 2년 동안 우주비행사들의 정확한 사망 원인을 공개적으로 발표하지 않았기 때문에, 미국 우주 계획자들은 미소중력 환경에서의 장기간의 시간이 치명적인지 확신할 수 없었고, 다가오는 스카이랩 계획에 대해 극도로 걱정했다. 그러나 NASA의 의사인 찰스 A. 베리 박사는 우주비행사들이 무중력 상태에서 너무 오랜 시간을 보냈기 때문에 사망할 수는 없다는 확고한 신념을 유지했다. 소련이 마침내 진상을 밝힐 때까지 베리는 승무원들이 독성 물질을 흡입해 사망했다고 이론을 세웠다.
나중에 기밀이 해제된 영상에는 구조대원이 우주비행사에게 심폐소생술(CPR)을 시도하는 모습이 담겨 있었다. 부검 전까지만 해도 캡슐 감압으로 사망한 것이 알려지지 않았다. 지상 승무원은 재진입이 시작되기 전에 승무원과의 음성 연락이 끊겼으며, 승무원을 잃었을 경우를 대비하여 이미 만일의 사태에 대비하기 시작했다.
우주비행사들은 대규모 국가 장례식을 치르고 모스크바 붉은 광장에 있는 크렘린 벽 묘지의 유리 가가린의 유해 근처에 묻혔다. 미국 우주 비행사 톰 스태퍼드가 운구자 중 한 명으로 참여했다. 그들은 또한 각각 사후에 소비에트 연방영웅 훈장을 추서받았다.
리처드 닉슨 미국 대통령은 사고 후 공식 성명을 발표했다.
미국 국민은 여러분과 소련 국민에게 세 명의 소련 우주 비행사의 비극적인 죽음에 대해 깊은 애도를 표합니다. 전 세계는 미지의 세계를 탐험한 이 용감한 탐험가들의 업적을 지켜보며 그들의 비극의 아픔을 함께 나누었습니다. 그러나 우주비행사 도브로볼스키, 볼코프, 파차예프의 업적은 여전히 남아 있습니다. 소련의 우주 탐사 프로그램의 더 많은 성과와 인류의 지평을 넓히는 데 크게 기여했을 것이라고 확신합니다.

사고 이후 소유스 발사는 27개월 동안 중단되었다. 다음 유인 우주선인 소유스 12호는 1973년 9월 27일에 발사되었다. 이 기간 동안 많은 개념이 수정되었다. 소유스 우주선은 이 사고 이후 두 명의 우주비행사만 태울 수 있도록 대대적으로 재설계되었다. 여유 공간 덕분에 승무원들은 발사 및 착륙 시 소콜 우주복을 입을 수 있었다. 소콜은 비상용으로 제작된 경량 압력 슈트로, 현재까지도 개량된 버전이 사용되고 있다.

## 같이 보기
- 우주비행 관련 사고와 사건 목록
- 아폴로 1호
- 챌린저 우주왕복선 폭발 사고
- 컬럼비아 우주왕복선 공중분해 사고